# مکتب سوریه
مکتب سوریه مکتبی در معماری اسلامی بود که از ۴۱ هجری تا ۱۳۲ ادامه داشت. سوریه مرکز حکومت امویان بود. این معماری در ابتدا تحت تاثیر هنر بیزانس بوده. قوس‌های نیم‌گرد و رواق‌های حول مسجد از کلیساهای بیزانس اقتباس شده است. مانند مسجد اموی دمشق، اما در عصر عباسیان تحت تاثیر مکتب عراق قرار گرفت. کاخ‌های این دوره دارای تزئینات گچ‌بری و نقاشی دیواری هستند. از آثار این مکتب می‌توان به قبه الصخره (گنبد سنگی) در بیت‌المقدس (۶۵–۶۹ ه. ق)، مسجد جامع دمشق و کاخ عمراً اشاره کرد.

## برخی آثار
- قبه الصخره
- مسجد جامع دمشق
- کاخ عمراً

## فهرست منابع
ذکرگو، امیرحسین. سیر هنر در تاریخ ۲. انتشارات مدرسه. ۱۳۸۱